# Civizelotes medianoides
Espèce
Civizelotes medianoides est une espèce d'araignées aranéomorphes de la famille des Gnaphosidae.

## Distribution
Cette espèce est endémique d'Espagne. Elle se rencontre en Andalousie et en Estrémadure.

## Description
Le mâle holotype mesure 4,50 mm et la femelle paratype 4,75 mm.

## Publication originale
- Senglet, 2012 : « Civizelotes new genus, and other new or little known Zelotinae (Araneae, Gnaphosidae). » Revue suisse de Zoologie, vol. 119, no 4, p. 501-528 (texte intégral).